# Драмчани
Дра̀мчани, още драмчени или драмалии (единствено число драмчанин, драмченка, драмченин, драмченка, драмалия, драмалийка, на гръцки: Δραμινοί, драмини), са жителите на град Драма, Егейска Македония, Гърция. Това е списък на най-известните от тях.

## Родени в Драма
А — Б — В — Г — Д –
Е — Ж — З — И — Й –
К — Л — М — Н — О –
П — Р — С — Т — У –
Ф — Х — Ц — Ч — Ш –
Щ — Ю — Я

### А
- Абдулбаки Йокдем (1915 – 1997), турски политик
- Андрея Райчинов (? – 1918), български военен агроном, загинал през Първата световна война[2]

### Б
- Бабис Цетинис (1941 – 2007), гръцки певец

### В
- Василис Йоанидис (р. 1967), гръцки футболист
- Василис Ксантопулос (1951 – 1990), гръцки физик

### Д
- Диамандис Стангидис (р. 1959), гръцки художник
- Димитрис Камберидис (1946 – 2010), гръцки поет
- Димитрис Сьовас (р. 1988), гръцки футболист
- Димо Николов Българин, гръцки революционер

### И
- Ибрахим паша (1789 – 1848), османски военачалник

### К
- Костас Несторидис (р. 1930), гръцки футболист
- Кулис Столингас (1910 – 1984), гръцки актьор

### М
- Майкъл Атанс (р. 1937), учен
- Махмуд Драмали паша (около 1780 – 1822), османски военачалник
- Мехмед паша Табанъясъ (? – 1637), османски велик везир от 1632 до 1637 г.

### Н
- Насос Вагенас (р.1945), гръцки поет, писател и литературен критик
- Нектарий Селалмадзидис (р. 1962), гръцки духовник, антедонски архиепископ на Йерусалимската патриаршия
- Николаос Петрикис (? – 1908), гръцки революционер
- Никос Сергианопулос (1952 – 2008), гръцки актьор

### П
- Панос Марковиц (р. 1925), гръцки футболист
- Петрос Гайтанос (р. 1967), гръцки певец

### С
- Софроний Гудзинис (р. 1967), епископ на Вселенската патриаршия
- Стефанос Василиадис (1933 – 2004), гръцки музикант

### Т
- Таня Цанаклиду (р. 1952), гръцка певица и поетеса

### Х
- Хара Кефалиду (р. 1965), гръцки политик
- Хасан Тахсин Бангуоглу (1904 – 1989), турски политик
- Хрисостомос Папагеоргиу, гръцки революционер
- Христос Димитриу (р. 1960), гръцки художник
- Христос Караянидис, гръцки политик

### Я
- Янис Фефадзидис (р. 1990), гръцки футболист

### Македоно-одрински опълченци от Драма
- Александър Янков, Втора рота на Единадесета сярска дружина, носител на кръст „За храброст“ IV степен[3]
- Георги Ангелов, Втора рота на Единадесета сярска дружина[4]
- Георги Янков (1872/1874 – ?), Струмишка чета, Четиринадесета воденска дружина[5]
- Гоце Стоев (1884 – ?), Първа рота на Четиринадесета воденска дружина[6]
- Дамян Атанасов (1887 – ?), Четвърта рота на Четиринадесета воденска дружина[7]
- Димитър Атанасов Парев, Втора рота на Петдадесета щипска дружина.[8] Носител на орден „За храброст“ IV степен от Първата световна война.[9]
- Димитър Димитров (1882 – ?), Солунски доброволчески отряд[10]
- Димитър К. Аризанов (Харизанов), 30-годишен, Първа рота на Четиринадесета воденска дружина[11]
- Димитър Хаджиев (1867 – ?), Огнестрелен парк на МОО[12]
- Манол Атанасов (? – 1913), четата на Яне Сандански, Четиринадесета воденска дружина, безследно изчезнал в Междусъюзническата война на 7 юли 1913 година[13]
- Никола Янов (1884 – ?), Струмишка чета, Кукушка чета[14]
- Тодор Илиев (1885 – 1913), македоно-одрински опълченец, родом от Руждене, жител на Драма, четата на Георги Занков, Първа рота на Единадесета сярска дружина, Сборна партизанска рота на МОО, починал от холера на 25 май 1913 година, носител на кръст „За храброст“[15]
- Христо Иванов (1887 – ?), Солунски доброволчески отряд[16]

### Дейци на гръцката въоръжена пропаганда от Драма
- Али Сир Хафуз (Αλή Σείρ Χαφούζ), гръцки андартски деец, агент от ІІІ ред, куриер, арестуван е от Младотурския режим и е осъден на доживотен затвор, освободен след гръцка намеса през 1919 година[17]
- дякон Висарион Димитриадис (Βησσαρίων Δημητριάδης), гръцки андартски деец от ІІІ ред, четник при капитан Царас (Константинос Даис), укривал търсени от българските власти гръцки дейци по време на Балканските войни[18]
- Георгиос Ризос (Γεώργιος Ρίζος), гръцки андартски деец, четник[17]
- Георгиос Хадзис (Γεώργιος Χατζής), андартски деец, четник[17]
- Димитриос Месинис (Δημήτριος Μεσήνης), гръцки андартски деец, четник[18]
- Евангелос Давид (Ευάγγελος Δαυίδ), гръцки андартски деец от ІІ ред, действа като шпионин и контрабандист на оръжие, заловен е и е осъден на доживотен затвор, но е освободен след Младотурската революция от 1908 година[18]
- Евстатиос Зулумис (Ευστάθιος Ζουλούμης), юрист и гръцки андартски деец, четник в Мариово[18]
- Елени Ливану (Ελένη Λιβανού), гръцка андартска деятелка от ІІІ ред[18]
- Йоанис Вайос (Ιωάννης Βάιος), учител по музика в силогос „Орфей“, където става деец на гръцката пропаганда в Сяр от ІІІ ред[18]
- Йоанис Захаропулос (Ιωάννης Ζαχαρόπουλος), гръцки андартски деец, четник на Константинос Ризос (Ксантопулос) в 1905-1906 година в Гревенско[18]
- Йоанис Скордас (Ιωάννης Σκορδάς), гръцки андартски деец, агент от ІІ ред[17]
- Йоанис Теодоридис или Теодоракис (Ιωάννης Θεοδωρίδης ή Θεοδωράκης), гръцки андартски деец, вероятно четник на Георгиос Макрис, ранен е край Бесвина през 1906 и е лекуван в Битоля[18]
- Константинос Довелас (Κωνσταντίνος Δοβέλλας), градски първенец и деец на гръцката пропаганда, заедно с Димостенис Хадзикириакос, Петрос Константинидис, Василиос Григориадис и други дейци предлага услугите си на митрополит Хрисостом Драмски[18]
- Константинос Думбарадзидис (Κωνσταντίνος Ντουμπαρατζίδης), гръцки андартски деец от ІІІ ред[18]
- Константинос Ризос (1880 – 1927), гръцки андартски капитан[17]
- Михаил Фесас (Μιχαήλ Φέσσας), гръцки андартски деец, четник и приближен на архиепископ Хрисостом[17]
- Николаос Дяфас (Νικόλαος Διάφας), гръцки андартски деец от ІІ ред[18]
- Николаос Караянис (Νικόλαος Καραγιάννης), гръцки андартски деец от ІІІ ред[18]
- Николаос Петрикис (Νικόλαος Πετρίκης), гръцки андартски деец, капитан на четнически отряд[17]
- Панайотис Йотас (Παναγιώτης Γιώτας), гръцки андартски деец от ІІІ ред[18]
- Полихронис Палянгас (Πολύχρονης Παλιάγκας), гръцки андартски деец, четник на капитан Царас между юли 1907 и август 1908 година, участва в сражение край Бунарбаши, в което с още двама четници унищожава десет българи[17]
- Сотириос Папахадзис (Σωτήριος Παπαχατζής), гръцки андартски деец, четник[17]
- Хрисостомос Папагеоргиу (Χρυσόστομος Παπαγεωργίου), гръцки андартски капитан[17]

## Починали в Драма
- Хаджи Георги Попиванов (1844 – 1905), български общественик и просветен деец
- Койно Митев Генов (1890 – 1941), български военен деец, поручик, загинал през Втората световна война[19]
- Минко Калчев (? – 1917), български военен деец, капитан, загинал през Първата световна война[20]
- Никола Дочев Семерджиев (1904 – 1942), български военен деец, капитан, загинал през Втората световна война[21]